# Pratum
Pratum (korábban East Side Junction, Switzerland, illetve Enger) az Amerikai Egyesült Államok északnyugati részén, Oregon állam Marion megyéjében elhelyezkedő önkormányzat nélküli település, a salemi statisztikai körzet része. A „pratum” szó latinul rétet jelent.
A települést a 19. században alapították többségében svájci mennoniták. Az Oregonian Railway 1800-ban megnyílt keskeny nyomtávolságú vasútvonalát később normál nyomtávúra alakították át. A posta 1887 és 1964 között működött. A Silver Falls-i Tankerülethez tartozó iskola 1928-ban épült.

## Fordítás
- Ez a szócikk részben vagy egészben  a   Pratum, Oregon című angol Wikipédia-szócikk ezen változatának fordításán alapul.  Az eredeti cikk szerkesztőit annak laptörténete sorolja fel. Ez a jelzés csupán a megfogalmazás eredetét és a szerzői jogokat jelzi, nem szolgál a cikkben szereplő információk forrásmegjelöléseként.